# Campagna
Campagna je italská obec s 16 084 obyvateli v provincii Salerno, Oblast Kampánie.

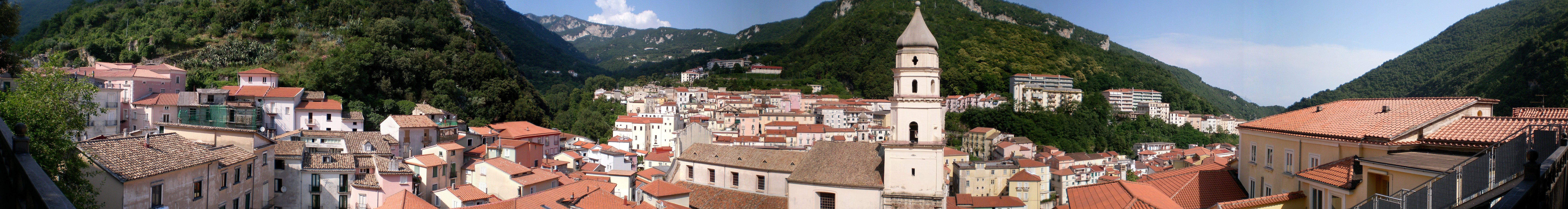
Panoráma Campagna
(Z Náměstí sv. Augustin)

## Demografie
Počet obyvatel